# Къща на Сърмаджиев
Къщата на Сърмаджиев (днес Резиденция на турското посолство) е сграда на бул. „Цар Освободител“ в София. Построена е от арх. Фридрих Грюнангер през 1903 г. като къща на адвоката д-р Хараламби Сърмаджиев.
Представлява богато и представително градско жилище с подчертан бароков характер и елементи от ренесанс и рококо. Плановата схема е от вестибюлен тип, с добро функционално решение, постижение за времето си. Изключително богата пластична украса по всички фасади. Има висока архитектурно-художествена стойност. През 1998 г. е обявена за архитектурно-строителна и художествена недвижима културна ценност от национално значение.